# Ossarn
Ossarn ist eine Katastralgemeinde der Stadtgemeinde Herzogenburg und liegt östlich der Stadt am rechten Traisenufer.

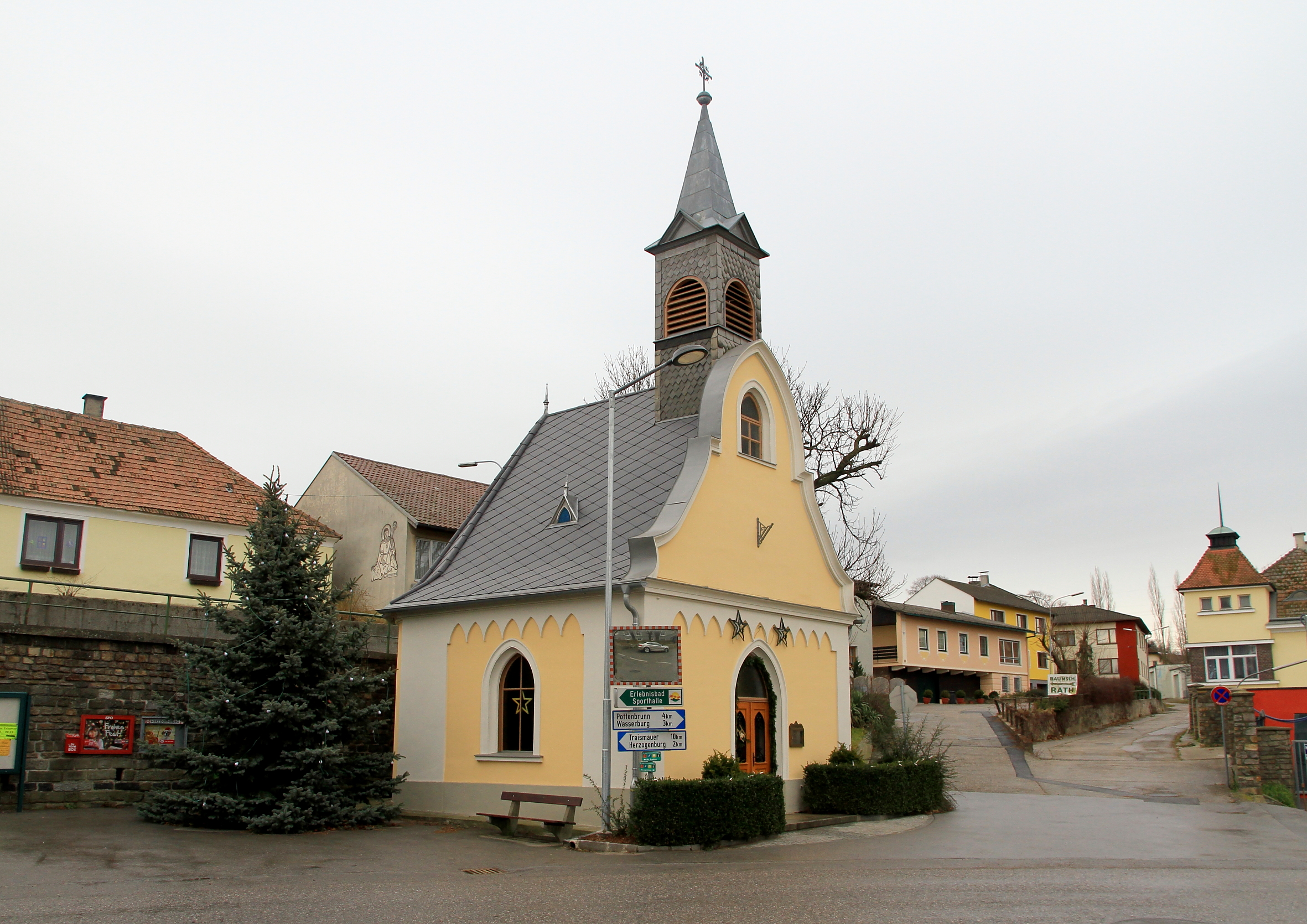
Ossarner Dorfkapelle

## Bevölkerung
Die Ortschaft hatte zur Volkszählung 2001 832 Einwohner. Die Ortschaft hat mit 1. Jänner 2024 811 Einwohner.

## Geschichte

### Nekropole aus der Latènezeit
Auf einer Terrasse der Traisen in der Flur Langwiesfeld wurde eine Nekropole (Gräberfeld) aus der Frühlatènezeit mit über 25 Körperbestattungen gefunden. Die Grabstellen sind fast ausschließlich rechteckig in ungefährer Süd-Nord-Ausrichtung angelegt worden, die Körper sind in Rückenlage mit Beigaben von Speisen und Getränken beigesetzt. Das Grab 6/1984 zeigt eine Doppelbelegung. Im mit reichen Grabbeigaben ausgestatteten Grab 17/1984 einer jungen Frau wurde ein beschädigter Bronzehalsreif (Torques), eine blaue Glasperle, ein zoomorpher (in Tierform) gestalteter Gürtelhaken mit Blechbeschlag und Ziernieten, eine bronzene Drahtfibel und eine weitere Fibel in Form einer Sphinx mit Koralleneinlagen aufgefunden. Diese Sphinxfigur trägt einen Schüsselhelm mit Ohrklappen und Nackenschutz sowie auffälligen Tierohren. Weiters wurden in diesem Grab ein bronzener Fingerring (noch an der rechten Hand situiert), eine verzierte Schale und ein Becher – beide in Töpferscheibenanfertigung –, zwei große Gefäße aus Graphitton und ein eisernes Fleischmesser entdeckt.

### 11. bis 19. Jahrhundert
Ossarn wurde im ältesten Verzeichnis der Widmungsgüter des Benediktinerstiftes Admont zwischen 1074 und 1087 als „Ossarin duas hobas“ erwähnt. 1186 gab der steirische Herzog Ottokar IV. Ossarn an Luitwin v. Sonneberg. Luitwins Witwe, eine geborene Kuenringerin, stiftete den Besitz dem Kloster Zwettl. Die Vogtei kam an die Herrschaft Neulengbach.
Ossarn wurde schon vor 1200 mit der heutigen Schreibweise genannt. Vor dem 13. Jahrhundert wird in Ossarn eine Mühle (heutige Kittel Mühle) genannt. 1416 scheint bereits eine zweite Mühle in der Chronik auf (heute bekannt als Mantler Mühle – mittlerweile außer Betrieb).
1444 waren die Toppl von Wasserburg, wohl als Pfandherrn, hier begütert. Der Verkauf des Dorfes 1454 durch Zwettl an Lilienfeld wurde rückgängig gemacht. Zwettl verpfändete Ossarn 1526 an Hans Fuxberger, 1543 an Christoph Concin von Wocking, musste aber anschließend Ossarn abgeben. 1563 nannte sich Christoph von Althan Herr zu Murstetten, Einöd und Ossarn, doch hatten die Concin 1591 25 Häuser in Ossarn.

### 20. Jahrhundert
Laut Adressbuch von Österreich waren im Jahr 1938 in der Ortsgemeinde Ossarn ein Gastwirt, zwei Gemischtwarenhändler, ein Milchhändler, zwei Müller, einen Obstweinerzeuger, ein Sägewerk, ein Schneider und zwei Schneiderinnen, ein Schuster und mehrere Landwirte ansässig. Zudem gab es beim Ort zwei Elektrizitätswerke.
Am 1. April 1939 wurde Ossarn (dies bestand aus den Katastralgemeinden Ossarn und Oberwinden) nach Herzogenburg eingemeindet. Anfang des 20. Jahrhunderts schrieb ein Chronist:
„Die Gemeinde Ossarn besteht aus zwei Steuergemeinden, 11181 ha Größe, davon 10144 ha Wald. Der Vergleich des Viehbestandes vor 100 Jahren mit dem von heute: Die Zahl der Pferde ist gleich geblieben, (früher 44, heute 45). Dagegen sank die Anzahl der Ochsen von 10 auf 2. Auch die Steigerung der Rindviehzucht stieg nur gering (von 129 auf 159).
Die Schafzucht ist vollständig verschwunden (von 239 auf 3). Die Schweinezucht nahm fast um das Fünffache zu (von 11 auf 382).
Ossarn hat derzeit 74 Häuser, die Häuser Nr. 42 bis 74 sind Neubauten.“

### Die Bürgermeister der Gemeinde Ossarn seit 1876
- 1876–1877 Franz Vogd, Bauer
- 1877–1879 Anton Kittel, Mühlenbesitzer
- 1879–1888 Franz Hell, Bauer
- 1888–1912 Josef Eigenbauer, Gastwirt und Bauer
- 1912–1920 Anton Kittel, Mühlenbesitzer
- 1920–1924 Josef Kittel, Gastwirt
- 1925–1933 Anton Kittel, Mühlenbesitzer
- 1933–1938 Anton Hell, Bauer
- März 1938 bis April 1939 Johann Ahrer, Werkzeugmacher

Der letzte Bürgermeister wurde nicht gewählt, sondern bestellt.

## Ortskapelle von Ossarn
Die Kapelle steht im Ortskern von Ossarn und wurde der heiligen Anna gewidmet. Sie wurde 1750 erstmals als „hölzerne Säule mit Glöckl“ schriftlich erwähnt. Die heutige Form erhielt sie 1769. Renoviert wurde sie 1989. Es wird in regelmäßigen Abständen eine Messe gelesen.

## Adventmarkt
Seit über zehn Jahren findet jeweils am ersten Adventsonntag ein Adventmarkt in der Ossarner Ortsstraße bei der Kapelle statt.

## Persönlichkeiten
- Karl Gruber (1929–2011), Politiker (SPÖ)
- Willi Gruber (1930–2012), Politiker (SPÖ)